# Ardisana
Ardisana es una parroquia del concejo de Llanes, en el Principado de Asturias. Tiene una población de 359 habitantes (INE 2009) repartidos en 208 viviendas y 25,61 km². Está situado a 20 km de la capital del concejo. Su templo parroquial está dedicado a Santa Eulalia.

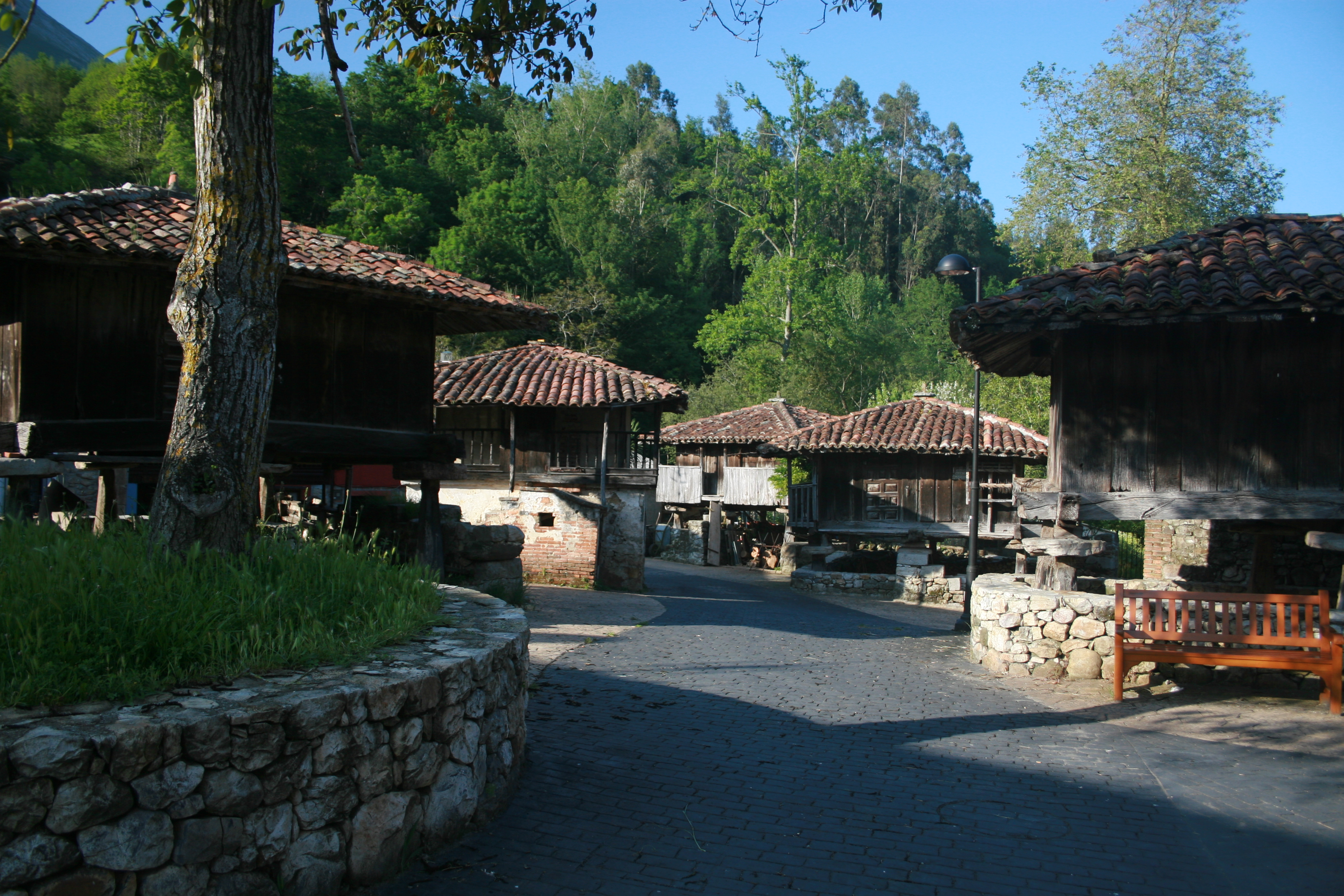
Hórreos en Ricaliente

## Barrios
- Ardisana
- Mestas
- Palacio de Ardisana (Palaciu en asturiano)
- Riocaliente (Ricaliente)

la Malateria

## Ciudadanos ilustres
- Víctor de la Fuente, historietista (1927).

- Datos: Q2185508
- Multimedia: Ardisana / Q2185508